# Windows Task Manager
Task manager ou gerenciador de tarefas, anteriormente conhecido como Windows Task Manager ou gerenciador de tarefas do Windows é um gerenciador de tarefas, monitor do sistema, e gerenciador de inicialização incluído com sistemas Microsoft Windows. Fornece informações sobre a performance do computador e software em execução, incluíndo o nome de seus processos, uso de CPU, RAM, e GPU, detalhes de I/O, usuários logados e seviços do Windows. O Gerenciador de Tarefas também pode ser usado para definir prioridade de processos, afinidade de processador, iniciar e encerrar serviços, e forçar a finalização de processos.
O programa pode ser iniciado em versões recentes do Windows: apertando Win+R e digitando taskmgr.exe; pressionando Crtl+Alt+Del e clicando em "Gerenciador de Tarefas"; apertando Crtl+Shift+Esc; clicando com botão direito do mouse na Barra de Tarefas do Windows e selecionando "Gerenciador de Tarefas"; ou pressionando Win e digitando "Gerenciador de Tarefas". 
O gerenciador de tarefas foi introduzido na sua forma atual com o Windows NT 4.0. Versões anteriores do sistema operacional incluem a aplicação Task List, são capazes de listar processos em execução e os matar, ou iniciar novos. Windows 9x  tem um programa chamado Fechar Programa que lista os programas em execução e oferece as opções de fechá-los, assim como deslifr o computdor.

## Funcionalidades
O gerenciador de tarefas tem duas apresentações. A primeira vez que é aberto por um usuário, aparece em modo simplificado (descrito na experiência de usuário como Menos detalhes). Pode ser trocado para um modo mais detalhado clicando em Mais detalhes, configuração persistente para o usuário.

### Modo resumido
No modo resumido, o Gerenciador de Tarefas mostra uma lista de programas ativos que têm uma janela principal no momento. Ao clicar com o botão direito em alguma aplicação da lista, aparece a opção de ir àquela janela ou finalizá-la, opção que a envia um pedido de saída graciosa. 

### Processos e detalhes
A aba Processo mostra uma lista de todos os processos em execução no sistema, incluindo serviços do Windows e outras contas. A tecla Delete pode ser usada para terminar processos. Por padrão, são mostrados: a conta os executando, o uso de CPU e memória. Opcionalmente, outras informações podem ser apresentadas. Os processos são divididos em três categorias:
- Aplicativos: programas com uma janela principal;
- Processos em segundo plano: programas que não têm uma janela principal, incluindo serviços, e que não são parte do sistema operacional em si;
- Processos do Windows: componentes do próprio Windows que não têm uma janela principal, incluindo serviços.

Essa aba mostra o nome de toda janela principal e todo serviço associado a cada processo. Tanto um comando de saída graciosa quanto de terminação podem ser enviados a partir dela, dependendo se ele é enviado para o processo ou sua janela. 
A aba Detalhes é uma versão mais básica de Processos e se comporta de forma similar à Processos no Windows 7 e anteriores. Tem uma experiência de usuário mais rudimentar e pode realizar algumas ações adicionais. Clicar com o botão direito em um processo da lista permite mudar sua prioridade, definir afinidade com processador (em qual(is) CPU(s) o processo pode executar), e finalizá-lo. Escolher Finalizar tarefa causa o Windows a imediatamente matá-lo. Escolher Finalizar árvore de processos faz o Windows matar não só o processo selecionado como também todos os que foram diretamente ou indiretamente iniciados por ele. Ao contrário de selecionar Finalizar tarefa na aba Aplicativos, o programa não recebe um aviso nem a chance de se limpar antes de encerrar a partir da aba Detalhes. Todavida, quando um processo está rodando sob um contexto de segurança diferente do aplicativo que emitiu o chamado para terminar, a utilidade em linha de comando KILL é exigido.

### Histórico de aplicativos
A aba Histórico de aplicativos mostra informações de uso de recursos sobre Aplicações Universais da plataforma Windows. Windows controla o ciclo de vida desses aplicativos mais rigorosamente e mostra nessa aba os dados que colectou sobre o uso deles.

### Inicializar
A aba Inicializar gerencia o software que inicia com a Windows Shell.

### Usuários
A aba Usuários mostra todos os usuários com sessão ativa. Em servidores, pode haver vários usuários conectados ao computador usando o Terminal Services (ou o serviço de Troca Rápida de Usuário, no Windows XP). Usuários podem ser desconectados ou receber logoff a partir dessa aba.

## História
O aplicativo foi originalmente um projeto externo desenvolvido pelo funcionário da Microsoft David Plummer em casa; encorajado por Dave Cutler e colegas para fazê-lo parte do sistema operacional, doou o projeto em 1995. O gerenciador de tarefas original tinha uma página diferente com os processos e informações tiradas das APIs públicas do Registro ao invés das métricas internas privadas do sistema operacional.

### Windows 9x
Uma janela para Fechar Programa aparece quando as teclas Ctrl+Alt+Del  são pressionadas em Windows 9x. Também há um programa chamado Tasks (TASKMAN.EXE) localizado no diretório do Windows, uma alternativa mais rudimentar e com menos recursos. A utilidade Monitor do Sistema do Windows 9x contém funcionalidade de monitoramento de processos e rede similar ao do Windows Task Manager. Ademais, o programa Tasks é chamado clicando duas vezes na área de trabalho se o processo Explorer não está ativo.

### Windows XP
Somente no Windows XP, há um menu de desligamento com acesso a Standby, Hibernação, Desligamento, Reinício, Log Off e Troca rápida de Usuário. Versões posteriores do Windows disponibilizam essas opções pelo Menu iniciar.
Na aba desempenho, a visualização de uso de CPU foi mudado de uma aparência que imita um display de sete segmentos de LED para um valor numérico padrão. Isso foi feito para acomodar sistemas númericos diferentes dos algarismos arábicos, que não podem ser representados da outra forma.
Antes do Windows XP, processos com nomes maiores que 15 caracteres eram truncados.
A aba de usuários foi introduzida e a tecla Delete foi habilitada na aba de processos a partir do Windows XP.

### Windows Vista
O gerenciador de tarefas do Windows foi atualizado no Windows Vista com novas funcionalidades, incluindo:
- A aba Serviços para visualizar e modificar serviços do Windows em execução, iniciar e parar qualquer serviço, assim como ativar/desativar o arquivo do Controle de Contas de Usuário (UAC) e virtualização do registro para um processo.
- Novas colunas na aba de Processos: "Nome do caminho da imagem" e "Linha de comando", e "Descrição". Elas mostram o nome e caminho completo da imagem executável rodando no processo, quaiquer parâmetros de linha de comando que foram providenciados e uma descrição do arquivo imagem.
- Novas colunas mostrando os status da DEP e da virtualização do UAC (sob a qual referências a arquivos e ao registro são silenciosamente redicionadas para áreas específicas ao usuário.
- Um clique-direito sobre qualquer processo, é possível abrir diretamente as Propriedades do arquivo executável ou da pasta do processo.
- Um clique direito sobre qualquer processo corrente permite criar um despejo de memória. Isso pode ser útil se uma aplicação ou processo não está respondendo, já que o arquivo de despejo pode ser aberto em um depurador para coletar mais informações.
- O menu de desligamento contendo Standby, Hibernação, Desligamento, Reinício, Log OFF e Troca de Usuário foi removido. Essa remoção foi feita por seu uso infrequente e para reduzir a comlexidade geral do Gerenciador de Tarefas.[7]
- A aba Performance mostra o uptime do sistema.

### Windows 8
No Windows 8, o Gerenciador de Tarefas foi revisado e as seguintes modificações foram feitas:
- As abas são escondidas pro padrão e o Gerenciador de Tarefas abre no modo resumo (Menos detalhes), que só mostra aplicações e seus respectivos processos. Antes do Windows 8, isso era mostrado em uma aba chamada "Aplicações".
- Utilização de recursos  na aba Processos é mostrada em vários tons de amarelo, com cores mais escuras representando uso mais intenso.
- a aba Desempenho é dividida em seções: CPU, memória, disco, ethernet e rede sem fio (se aplicável). Há gráficos gerais para cada um, e um clique expõe maiores detalhes. Isso inclui informação de consolidação que anteriormente aparecia na aba Networking do Windows XP ao 7.
  - A aba CPU não mostra mais gráficos para cada processador lógico por padrão. Agora ela pode mostrar dados para cada nó NUMA.
  - A aba CPU agora mostra porcentagens simples em mapas de calor em retângulos  para representar a utilização em sistema com muitos processadores lógicos (de 64 a 640).[8] O mapa de calor usa a cor azul, com toms mais escuros representando uso mais intenso.
  - Passar o cursor sobre os dados de qualquer processador lógico mostra o seu nó NUMA e o seu ID.
- Uma nova aba Inicialização foi adicionada que lista aplicações carregadas na inicialização.[9] Anteriormente, Msconfig estava encarregado dessa função, ou (somente no Windows Vista), a seção "Software Explorer" do Windows Defender.[10]. O Windows Defender padrão do Windows 7 carecia essa opção e ela também não estava presente no pacote baixável Microsoft Security Essential.
- A aba Processos agora lista os nomes e os estados das aplicações e o uso geral de CPU, memória, disco e rede de cada uma.
- A aba Histórico de Aplicativos foi introduzida.
  - O estado da aplicação pode ser mudado para suspenso.
  - A informação normal do processo encontrado no Gerenciador de Tarefas antigo pode ser encontrada na nova aba Detalhes.

### Windows 10
- A aba Processos foi dividida em categorias.[11]
- A aba Performance mostra informação da GPU, se disponível.